# El Dorado, Arkansas
El Dorado är en stad i Union County i delstaten Arkansas, USA. El Dorado är administrativ huvudort (county seat) i Union County.